# Cour suprême des Finances du Reich allemand
Pour les articles homonymes, voir Cour suprême et RFH.

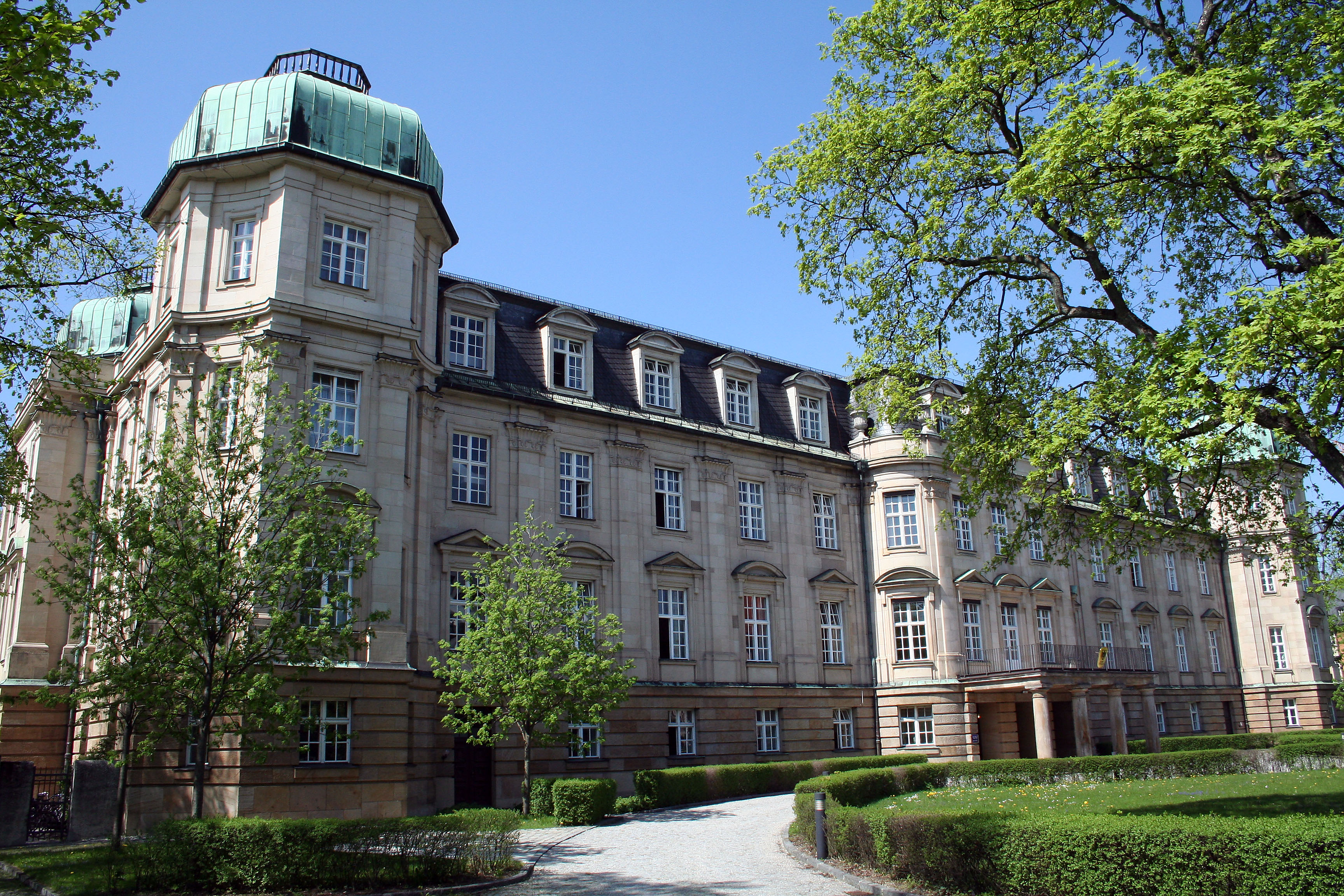
La Cour suprême des Finances du Reich allemand, devenue aujourd'hui la Cour fédérale des finances, à Munich.

La Cour suprême des Finances du Reich allemand (Reichsfinanzhof (RFH) en allemand) est l'administration allemande la plus haute d'autorité et de décision pour les impôts du Reich entre 1918 et 1945.

## Histoire
Dans le cadre de la création d'une taxe sur la valeur ajoutée en 1918, la question d'une égalité dans le Reich se pose, étant donné le fédéralisme des 26 Lander. Durant la discussion de cette nouvelle taxe, vient l'idée d'un tribunal fiscal afin d'arbitrer les litiges fiscaux. Par la suite, on souhaite lui donner plus de pouvoirs. Le Reichstag vote la création d'une Cour suprême des Finances du Reich allemand, tandis que le Bundesrat décide de le situer à Munich. L'administration est promulguée le 26 juillet 1918 et effective le 1er octobre de la même année.
Il ne s'agit pas d'un tribunal proprement dit, mais bien d'une administration. Le ministre propose la nomination de son directeur au président du Reich.
La mise en place de la Cour n'a lieu qu'en 1922 avec les tribunaux fiscaux des Lander. L'administration développe une certaine indépendance et vérifie les réglements et les ordonnances du ministère. Elle définit ainsi le système fiscal.
La loi allemande sur la restauration de la fonction publique du 7 avril 1933 a des conséquences sur la Cour suprême des Finances du Reich allemand. Plusieurs juges doivent démissionner. Lors de l'introduction du nouveau juge en chef, Ludwig Mirre, en avril 1935, le secrétaire d'État Fritz Reinhardt redéfinit les missions de la RFH conformément à l'idéologie nazie. Il s'appuie sur la loi d'ajustement de l'impôt en 1934. Cependant l'administration tente de conserver son indépendance mais doit céder devant le ministre des finances. Les juges acceptent la réforme des tribunaux fiscaux des Lander et la médiation par le ministère même. Auparavant, la RFH n'hésitait pas à rendre justice à des contribuables juifs face au ministère nazi.